# Елімінаційна дієта
Елімінаційна дієта (також відома як дієта виключення) — діагностична процедура, яка використовується для визначення продуктів, які людина не може споживати без побічних ефектів. Побічні ефекти можуть бути наслідком харчової алергії, харчової непереносимості, інших фізіологічних механізмів (таких як метаболізм або токсини) або їх поєднання. Елімінаційні дієти зазвичай передбачають повне вилучення підозрілої їжі з раціону на період від двох тижнів до двох місяців і очікування, щоб визначити, чи симптоми зникнуть протягом цього періоду часу. У рідкісних випадках медичний працівник може застосувати елімінаційну дієту, яку також називають олігоантигенною дієтою, щоб полегшити пацієнта від симптомів, які він відчуває.
Найпоширенішими причинами для застосування елімінаційної дієти є підозра на харчову алергію та підозра на харчову непереносимість. Елімінаційна дієта може виключати один або кілька поширених продуктів, таких як яйця або молоко, або ж може виключати одну або кілька другорядних або непоживних речовин, таких як штучні харчові барвники.
Елімінаційна дієта базується на методі проб і помилок для виявлення конкретних алергій і непереносимості. Зазвичай, якщо симптоми зникають після вилучення продукту з раціону, його знову вводять у нього, щоб перевірити, чи не з'являться симптоми знову. Цей підхід «виклик-виклик-виклик-виклик» вважається особливо корисним у випадках з переривчастими або нечіткими симптомами.
Дієта виключення може бути діагностичним інструментом або методом, який тимчасово використовується для визначення того, чи пов'язані симптоми пацієнта з їжею. Термін «елімінаційна дієта» також використовується для опису «лікувальної дієти», яка виключає певні продукти харчування для пацієнта..
Побічні реакції на харчові продукти можуть бути зумовлені кількома механізмами. Правильна ідентифікація типу реакції у людини є важливою, оскільки можуть знадобитися різні підходи до лікування. Сфера харчових алергій та непереносимості була суперечливою і в даний час є темою, яка інтенсивно досліджується. У минулому вона характеризувалася відсутністю загальноприйнятих визначень, діагностики та лікування.

## Історія
Концепцію елімінаційної дієти вперше запропонував доктор Альберт Роу в 1926 році та виклав у своїй книзі «Елімінаційні дієти та алергії пацієнта», опублікованій у 1941 році.
У 1978 році австралійські дослідники опублікували детальну інформацію про «дієту виключення», яка передбачала виключення певних харчових хімікатів з раціону пацієнтів. Це стало основою для боротьби з цими добавками та природними хімічними речовинами. За допомогою цього підходу було вперше встановлено роль хімічних факторів харчового раціону в патогенезі хронічної ідіопатичної кропив'янки (ХІК) і закладено основу для майбутніх досліджень харчової непереносимості таких речовин за допомогою методу DBPCT.

## Визначення
«Харчова гіперчутливість» — загальний термін, який включає харчову алергію та харчову непереносимість.
Харчова алергія визначається як імунологічна гіперчутливість, яка найчастіше виникає до харчових білків, таких як яйця, молоко, морепродукти, молюски, горіхи, соя, пшениця та арахіс. Механізм його біологічної відповіді характеризується підвищеним виробленням антитіл IgE (імуноглобуліну Е).
З іншого боку, харчова непереносимість не активує імунну систему людини. Харчова непереносимість відрізняється від харчової алергії або чутливості до хімічних речовин, оскільки для виникнення симптомів, схожих на імунологічну відповідь IgE, зазвичай потрібен нормальний розмір порції. Хоча харчову непереносимість можна прийняти за харчову алергію, вважається, що вона виникає в шлунково-кишковій системі. Харчова непереносимість зазвичай спричинена нездатністю людини перетравлювати або засвоювати їжу чи її компоненти в кишковому тракті. Одним із поширених прикладів харчової непереносимості є непереносимість лактози.
- Метаболічні харчові реакції зумовлені вродженими або набутими порушеннями метаболізму поживних речовин, наприклад, при цукровому діабеті, дефіциті лактази, фенілкетонурії та фавізмі. Токсичні харчові реакції викликані прямою дією їжі або добавки без участі імунної системи.[14]
- Фармакологічні реакції, як правило, стосуються хімічних речовин з низькою молекулярною масою, які зустрічаються або у вигляді природних сполук, таких як саліцилати, аміни, або штучно доданих речовин, таких як консерванти, барвники, емульгатори та підсилювачі смаку, включаючи глутамат (MSG).[15] Ці хімічні речовини здатні викликати подібні до ліків (біохімічні) побічні ефекти у чутливих осіб.
- Токсини можуть або природним чином бути присутніми в продуктах харчування, або вивільнятися бактеріями або через забруднення харчових продуктів.[16][17]
- Психологічні реакції включають прояв клінічних симптомів, викликаних не їжею, а емоціями, пов'язаними з їжею. Симптоми не виникають, коли їжу дають у невпізнаному вигляді.[18] Хоча у людини може виникнути побічна реакція на їжу, це не вважається харчовою непереносимістю.

Елімінаційні дієти корисні для діагностики харчової алергії та фармакологічної харчової непереносимості. Метаболічні, токсичні та психологічні реакції слід діагностувати іншими способами.

## Діагностика
Харчова алергія в основному діагностується шляхом ретельного збору анамнезу та огляду. Якщо реакції виникають відразу після вживання певної їжі, то діагностика проста і може бути задокументована за допомогою ретельно проведених тестів, таких як шкірний прик-тест (skin prick test — SPT) і радіоалергосорбентний тест (radioallergosorbent test — RAST) для виявлення специфічних антитіл IgE до специфічних харчових білків і аероалергенів. Однак хибнопозитивні результати виникають під час використання SPT, коли важко визначити конкретний харчовий алерген. Це можна підтвердити виключенням з раціону пацієнта підозрюваного продукту або алергену. Потім слідує відповідний час виклику під ретельним медичним наглядом. Якщо після 2-4 тижнів уникнення білка симптоми не змінюються, малоймовірно, що причиною є харчова алергія, і слід досліджувати інші причини, наприклад харчову непереносимість. Цей метод тестування на виключення є передумовою, на якій побудовано елімінаційну дієту, як пояснюється в розділах нижче.
Машинне тестування Vega, біоелектричний тест, є суперечливим методом, який намагається виміряти алергію або харчову чи екологічну непереносимість. Наразі не доведено, що цей тест є ефективним засобом виявлення алергії або непереносимості.
Харчова непереносимість через фармакологічну реакцію є більш поширеною, ніж харчова алергія, і, за оцінками, зустрічається у 10 % населення. На відміну від харчової алергії, харчова непереносимість може виникнути у неатопічних людей. Харчову непереносимість складніше діагностувати, оскільки окремі харчові хімічні речовини широко розповсюджені і можуть зустрічатися в різних продуктах харчування. Виключення цих продуктів по одному не допоможе в діагностиці чутливості. Природні хімічні речовини, такі як бензоати і саліцилати, що містяться в продуктах харчування, ідентичні штучним добавкам у харчовій промисловості і можуть викликати таку ж реакцію. Оскільки конкретний компонент не завжди відомий, а реакція часто затримується до 48 годин після вживання, ідентифікувати підозрілі продукти може бути складно. Крім того, хімічні речовини часто демонструють залежність «доза-реакція», і тому їжа може викликати не однакову реакцію кожного разу. Наразі не існує шкірних або кров'яних тестів для визначення хімічної речовини, а отже, елімінаційні дієти, спрямовані на виявлення харчової непереносимості, повинні бути ретельно розроблені. Усі пацієнти з підозрою на харчову непереносимість повинні спочатку проконсультуватися з лікарем, щоб виключити інші можливі причини.
Елімінаційна дієта повинна бути комплексною і містити тільки ті продукти, які навряд чи можуть спровокувати реакцію у пацієнта. Вона також повинна забезпечувати повноцінне харчування та енергію протягом тижнів, коли буде проводитися елімінаційна дієта. Наполегливо рекомендується отримати професійну консультацію дієтолога або дієтолога з питань харчування. Ретельне інформування про елімінаційну дієту необхідне для того, щоб пацієнти та батьки дітей з підозрою на харчову непереносимість розуміли важливість повного дотримання дієти, оскільки ненавмисне вживання хімічної речовини, що викликала реакцію, може завадити усуненню симптомів і зробити результати тесту марними.
Під час елімінаційної дієти ведеться облік усіх з'їдених продуктів, прийнятих ліків і симптомів, які може відчувати пацієнт. Пацієнтам слід пам'ятати, що в перші тижні елімінаційної дієти можуть виникати симптоми відміни, а деякі пацієнти можуть відчувати гірші симптоми на початковому етапі, до того, як вони заспокояться.
Під час дієти деякі пацієнти стають чутливими до випарів і запахів, що також може викликати симптоми. Їм рекомендується уникати такого впливу, оскільки це може ускладнити елімінацію та ускладнити процедури. Нафтопродукти, фарби, миючі засоби, парфумерія, дим і аерозолі — це особливі хімічні речовини, яких слід уникати під час елімінаційної дієти. Після завершення процедури ця чутливість стає меншою проблемою.
Клінічне покращення зазвичай відбувається протягом 2-4 тижнів; якщо після суворого дотримання елімінаційної дієти та усунення провокуючих факторів змін не відбувається, то причиною навряд чи є харчова непереносимість. Після цього можна відновити звичайну дієту, поступово вводячи підозрювані та виключені продукти або хімічні групи продуктів по одному. Поступово збільшуючи кількість до високих доз протягом 3-7 днів, щоб перевірити, чи не спровоковано загострення реакції, перш ніж знову вводити ці продукти в раціон на постійній основі. Сувора елімінаційна дієта зазвичай не рекомендується під час вагітності, хоча зменшення кількості підозрюваних продуктів, які зменшують симптоми, може бути корисним.

## Тестування викликів
Випробування не проводять доти, доки всі симптоми не зникнуть або значно не покращаться протягом п'яти днів після щонайменше двотижневого періоду елімінаційної дієти. Обмеження елімінаційної дієти зберігаються протягом усього періоду проведення тесту. Спочатку можна проводити відкриті харчові випробування на пшеницю та молоко, після чого слідують періоди випробувань з натуральними харчовими хімікатами, а потім з харчовими добавками. Випробування можуть проводитися з використанням очищених харчових хімікатів або з продуктами, згрупованими відповідно до харчових хімікатів. Очищені харчові хімікати використовуються в подвійному сліпому плацебо-контрольованому тестуванні, а харчові випробування включають продукти, що містять лише один підозрюваний харчовий хімікат, які вживаються кілька разів на день протягом 3-7 днів. Якщо реакція виникає, пацієнти повинні дочекатися повного зникнення всіх симптомів, а потім зачекати ще 3 дні (для подолання рефрактерного періоду), перш ніж відновити випробування. Пацієнти з астмою, набряком гортані або анафілаксією в анамнезі можуть бути госпіталізовані в стаціонар або відвідувати спеціалізовані клініки, де є реанімаційні відділення для проведення тестування.
Якщо результати є сумнівними, тестування повторюють, і лише після завершення всіх тестів пацієнту призначають лікувальну дієту. Дієта обмежує лише ті сполуки, на які пацієнт відреагував, і з часом намагаються лібералізувати її. У деяких пацієнтів харчова алергія та харчова непереносимість можуть співіснувати з такими симптомами, як астма, екзема та риніт. У таких випадках для дослідження дієти використовується елімінаційна дієта при харчовій непереносимості. Будь-які продукти, визначені SPT або RAST як підозрілі, не повинні бути включені в елімінаційну дієту.